# Peder Bornebusch
Lars Peder Gustaf Rudolf Bornebusch, född 3 oktober 1935 i Engelbrekts församling i Stockholm, är en svensk tidigare krögare. 
Peder Bornebusch är son till regissören Arne Bornebusch och hans första hustru Annika Backelin (omgift Törnqvist) samt brorson till Erland Bornebusch. Han hade som barn en roll i faderns film Frestelse (1940). I början av 1960-talet blev han källarmästare på Restaurang Prinsen i Stockholm, som han övertog efter modern. Efter att ha sålt rörelsen har han arbetat som flygvärd hos SAS. Han utvandrade 1981 till Italien.
Han var under tiden 1958–1967 gift med Anita Bornebusch Galli (ogift Norrman, född 1938), under tiden 1971–1985 med Ann-Cha Lagerman (ogift Strange, född 1940) och från 1986 med Beatrix Haidee Thieme (född 1957). Han fick tre barn i första äktenskapet, av dessa märks dottern Cian Bornebusch som är scenograf och mor till skådespelaren Josephine Bornebusch.

## Filmografi
- 1940 – Frestelse